# Yves le Loup
Yves le Loup è una serie a fumetti di genere storico disegnata da René Bastard, sostituito da Eduardo Teixeira Coelho per una breve parentesi, e sceneggiata da Jean Ollivier, pubblicata sul periodico franceseVaillant tra il 1947 e il 1965.
La serie è ambientata nei miti del periodo storico medievale di re Artù. Si ispira alla serie americana di Hal Foster, del Principe Valiant.

## Storia
Yves è figlio di un boscaiolo che vive nella foresta di Brocéliande. Ma è anche il nipote del re Artù, che regna a Tintagel.

## Autori
René Bastard è l'illustratore di Yves le Loup in tutti questi album:
- Le Chevalier au masque, collezione "Questo è un album di Vaillant", Vaillant , 1948[10]
- L'Enfance du preux, Vaillant, 1954[11]
- Yves il lupo , CNBDI , 1999
- Yves le Loup , coll. "Patrimoine BD", Glénat , 2004
  - La Tour des cent vaillances
  - Debout les Jacques !
  - La Rose noire de Bagdad

## Traduzioni
- Portoghese (per le avventure disegnate da Eduardo Teixeira Coelho): Yves O Lobo:
  - Yvo, o cavaleiro do destino ( Il cavaliere del trifoglio ), in O Pardal n°1 a 19 (e più), 1961
  - Pubblicazione in Mundo de Aventuras  (pt) nel 1982 , 1983 e 1986 , tra cui: A Infância do herói (The Childhoods of the Valiant).